# Yannick Vero
Yannick Vero (28 febbraio 1990) è un calciatore francese nato a Tahiti, difensore dell'AS Dragon e della Nazionale tahitiana.

## Carriera

### Club
Nella stagione 2012-2013 ha giocato 5 partite nella OFC Champions League ed ha anche segnato 3 reti nel campionato nazionale tahitiano.

### Nazionale
Il 20 giugno 2013 fa il suo esordio in Confederations Cup, sostituendo a fine secondo tempo Edson Lemaire nella partita persa per 10-0 contro la Spagna.

## Palmarès

### Club

#### Competizioni nazionali
- Tahiti First Division: 1

Dragon: 2013